# 男鹿三山
男鹿三山（おがさんざん）は、秋田県の男鹿市の山である。男鹿三山とは真山 (しんざん、565m)、本山 (ほんざん、715.0m)、毛無山 (けなしやま、617m) の総称で、毛無山の代わりに寒風山を男鹿三山に入れる記述もある。

## 概要
男鹿半島の西海岸寄りにドーム型の主峰・本山を中心として、北に真山、南に毛無山（けなしやま）を連ねる山並みは、愛称として男鹿三山と呼ばれ親しまれている。古くから赤神権現を祀る信仰の山で、平安末期からの熊野詣でにちなんだ大峰道と称する修験者の道場として栄え、「詣で道」「お山かけ」として多くの参拝者で賑わった山である。
男鹿三山への登山は北浦側のなまはげゆかりの真山神社からと、門前側の赤神神社や長楽寺から、また航空自衛隊のレーダー基地の車道を使ってのコースがある。
右の写真では中央のピークが本山、右のピークが真山、毛無山は比較的平坦な部分に山頂がある。

## 登山・見所
- 真山神社からの登山は、石段やうっそうとした杉林を登ると、五社殿につく。さらに杉や雑木林の緩い尾根を進むと、八王子跡に出る。途中には首がない地蔵が散見される。さらに、平坦な道や急坂を２度ほど登ると、杉木立に囲まれた真山神社の奥宮が鎮座する真山山頂につく。真山山頂から天然杉の下り坂を進むと、本山との鞍部の「フタツアイ」につく。ここは十字路になっており、右に進むと加茂青砂につくが、廃道に近い。急坂を直進するルートは「キントリ坂」と呼ばれているが、この道も整備は行き届いていない。左の道は本山を巻いて歯切水(水はない)を通り、自衛隊車道にたどりつく。ここが本山分岐である。本山分岐を本山山頂に向かうと、途中に米軍機遭難碑があり、本山山頂付近につく。山頂には赤神神社奥宮があり、近くに一等三角点があるが三角点は自衛隊レーダー基地内にあり、目にすることはできない。赤神神社奥宮から直接自衛隊道路に降りる道もあるが、やや荒れている。

- 長楽寺からの登山は、鬼が一夜にして作ったとする伝説が残る999段の石段を登り、5棟の社殿がある赤神神社五社堂を通ってブナ林や杉林を登ると、自衛隊レーダー基地がある毛無山を巻いて本山分岐に約2時間でつく。毛無山を巻く途中に加茂青砂の集落を望む景勝地がある。毛無山山頂にも自衛隊レーダーサイトがあるが、道をへだてた反対側に神社がある。

- 五社堂 - 重要文化財に指定されている、5棟の社殿である。室町時代の中央堂内逗子や円空作の十一面観世音菩薩などが収められている。木造の観世音菩薩立像は江戸時代の僧である円空の作と言われ、ノミの跡も木肌も300年前のものとは思えない新鮮さを保っている。

- ラクダ杉 - 真山山頂付近の杉は風雪により瘤が残り形からラクダ杉といわれている。

- 米軍機遭難碑 - 詳細は日本におけるアメリカ軍機事故の一覧#1945年（昭和20年）

## 毛無山と寒風山
男鹿三山に、毛無山の代わりに寒風山を入れる説もある。

## ギャラリー

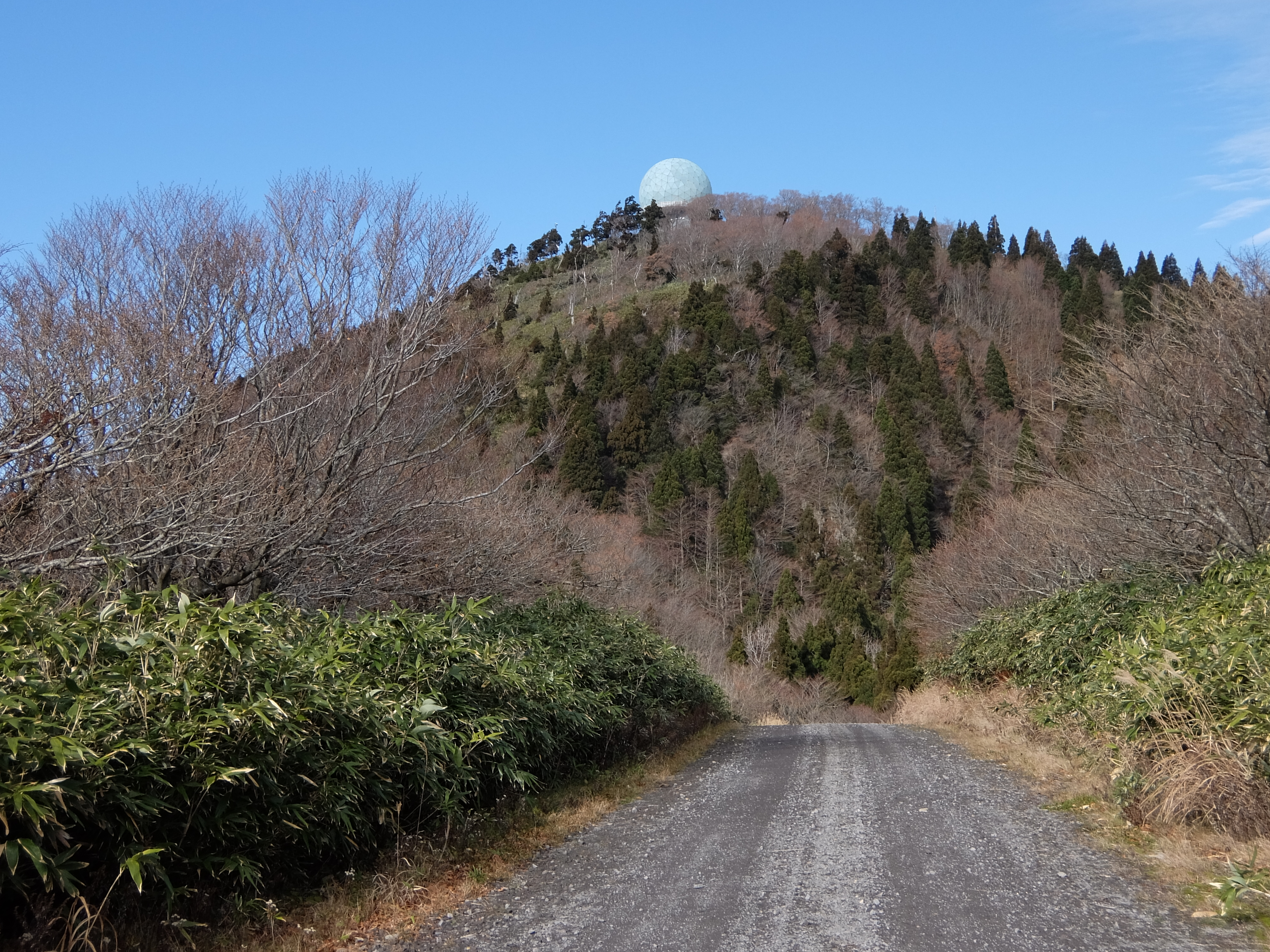
毛無岳との鞍部から見る本山
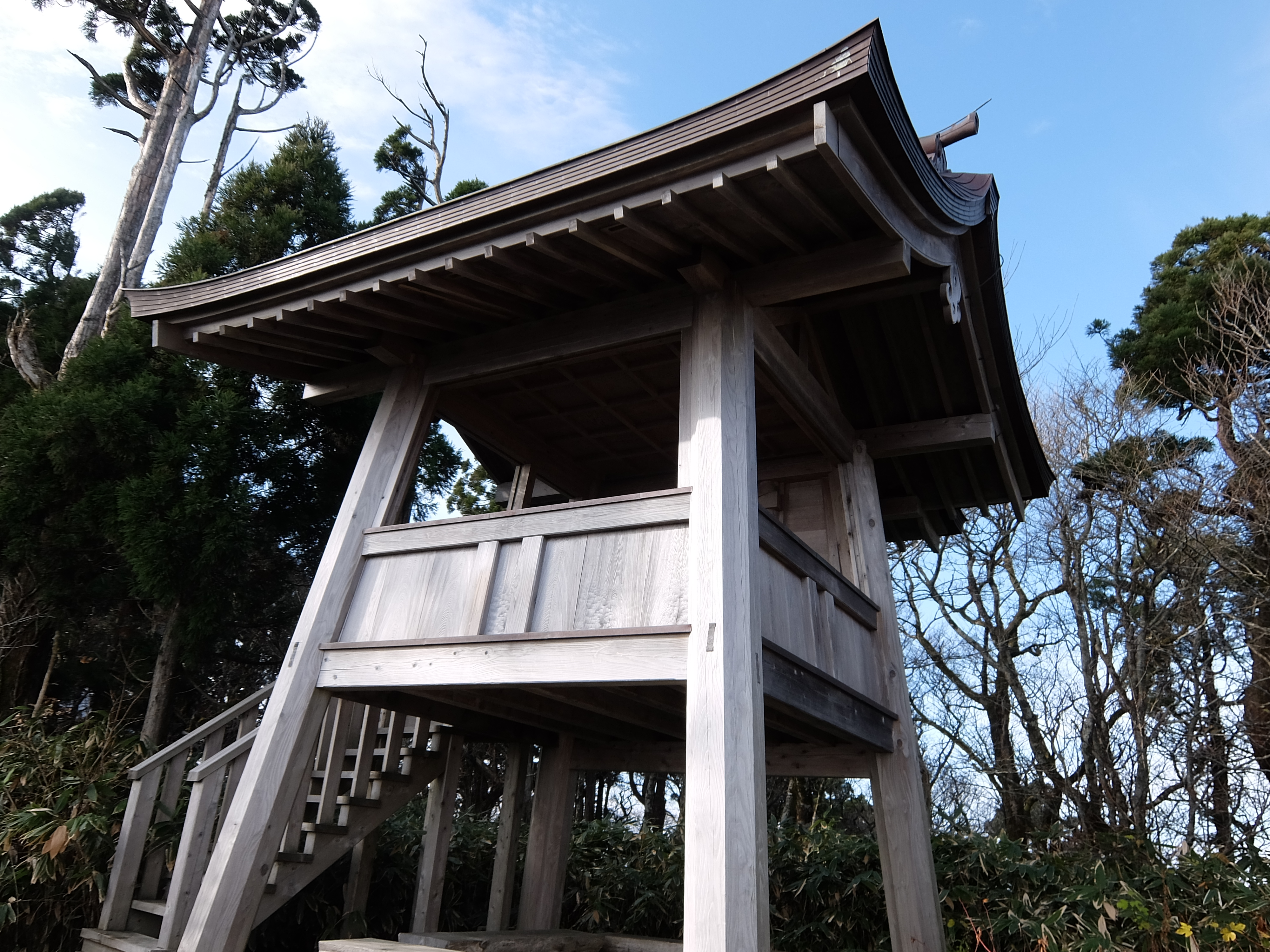
真山奥宮
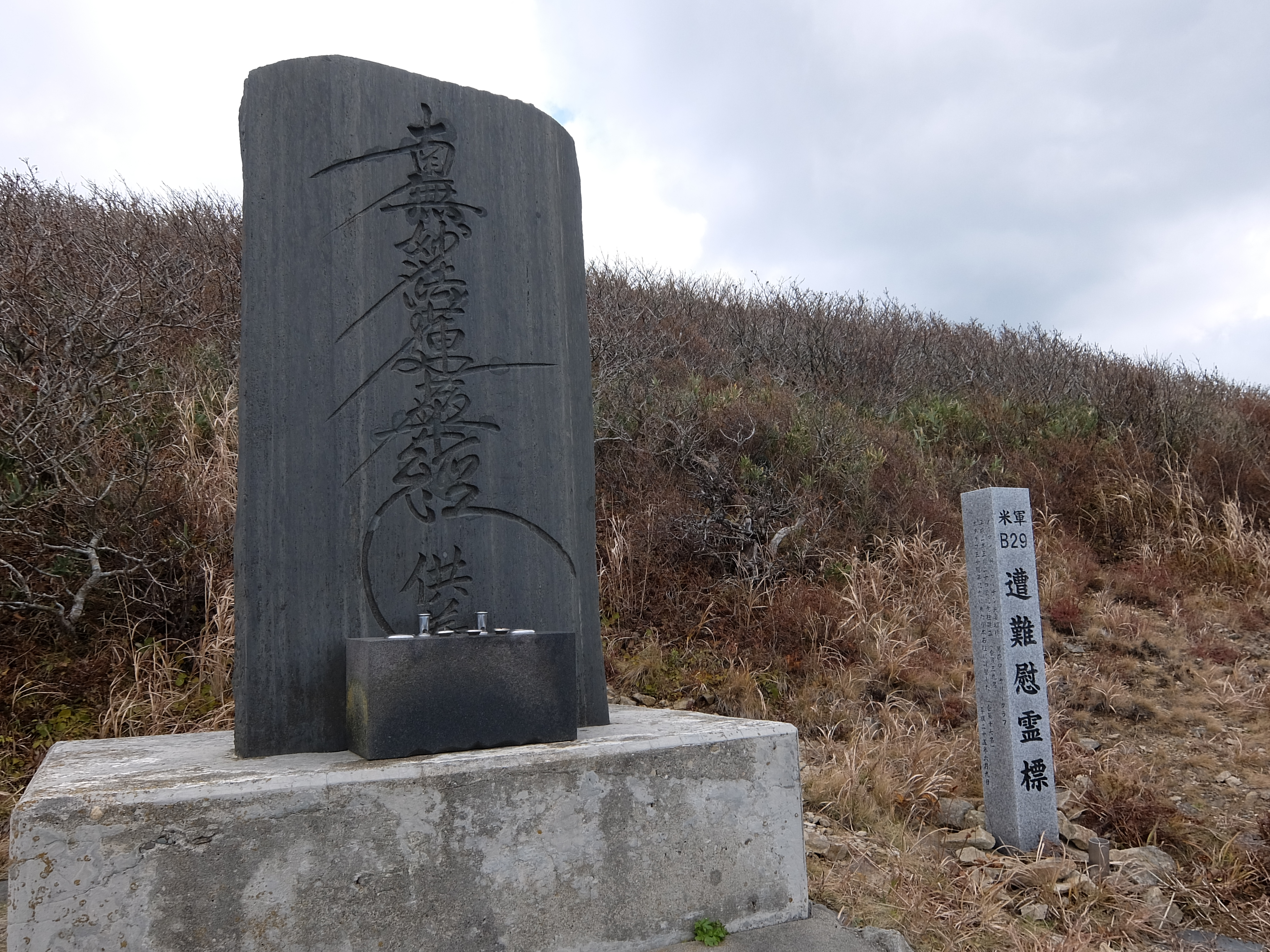
B29遭難慰霊標